# Stora Spånsan
Stora Spånsan är en sjö i Borlänge kommun och Ludvika kommun i Dalarna och ingår i Dalälvens huvudavrinningsområde. Sjön är 8,9 meter djup, har en yta på 0,225 kvadratkilometer och befinner sig 370 meter över havet. Sjön avvattnas av vattendraget Tunaån (Flokån). Vid provfiske har abborre fångats i sjön.

## Delavrinningsområde
Stora Spånsan ingår i det delavrinningsområde (669589-146223) som SMHI kallar för Utloppet av Stora Spånsan. Medelhöjden är 424 meter över havet och ytan är 5,54 kvadratkilometer. Det finns inga avrinningsområden uppströms utan avrinningsområdet är högsta punkten. Tunaån (Flokån) som avvattnar avrinningsområdet har biflödesordning 2, vilket innebär att vattnet flödar genom totalt 2 vattendrag innan det når havet efter 267 kilometer. Avrinningsområdet består mestadels av skog (92 procent). Avrinningsområdet har 0,22 kvadratkilometer vattenytor vilket ger det en sjöprocent på 4 procent.